# Jordi Albareda i Bach
Jordi Albareda i Bach (* 1925 in Sant Just Desvern) ist ein katalanischer Pianist und Gesangslehrer.

## Leben und Werk
Jordi Albareda studierte Klavier am Conservatori Municipal de Barcelona. Später erweiterte er seine Studien bei anderen Lehrern, darunter die Pianistin und Musikpädagogin Monique Deschaussées.
Seine große Musikalität, sein herausragendes Gedächtnis und seine beachtliche musikalische Beweglichkeit, verbunden mit einer tiefen und umfassenden Kenntnis des Gesangsrepertoires, ließen ihn zu einem hervorragenden Begleitpianisten für Sänger und Sängerinnen werden. Er interessierte sich besonders für die menschliche Stimme, was ihn dazu brachte, in der Schweiz ein Gesangsstudium zu absolvieren.
Er wirkte als Professor für Gesang am Konservatorium für Musik von Badalona. Zu seinen Schülern zählten unter anderen Montserrat Alavedra, Montserrat Figueras und Josep Benet.